# Émetteur d'Agen-d'Aveyron
L'émetteur d'Agen-d'Aveyron est un site d'émission basé dans l'Aveyron, en région Occitanie (anciennement Midi-Pyrénées). Il se trouve près du lieu-dit Isanchou-le-bas, à environ 2 km du village d'Agen-d'Aveyron et à 20 km de Rodez.

## Constitution
Ce site est constitué :
- d'un pylône autostable d'une hauteur de 42 mètres diffusant la télévision numérique terrestre, une radio publique en FM, des ondes pour la téléphonie mobile,des faisceaux hertziens ;
- d'un bâtiment haut de deux mètres regroupant les émetteurs.

Le site appartient à l'opérateur Télédiffusion de France (TDF).

## Télévision

### Diffusion en analogique
L'émetteur d'Agen-d'Aveyron a diffusé les trois principales chaînes françaises en analogique avec une puissance (PAR) commune de 25 W.
| Chaîne                   | Canal |
| ------------------------ | ----- |
| TF1                      | 21H   |
| France 2                 | 27H   |
| France 3 Quercy-Rouergue | 24H   |

La diffusion des chaînes en analogique est arrêtée dans la région le 29 novembre 2011.

### Diffusion en numérique

#### Composition des multiplex
Les numéros de multiplex sont accompagnés de leur opérateur de gestion.

##### R1(Société de gestion du réseau R1)
| LCN | Nom de la chaîne         |
| --- | ------------------------ |
| 2   | France 2                 |
| 3   | France 3 Quercy-Rouergue |
| 14  | France 4                 |
| 27  | France Info              |
| 33  | France 3 Auvergne        |

##### R2(Nouvelles télévisions numériques)
| LCN | Nom de la chaîne |
| --- | ---------------- |
| 8   | C8               |
| 15  | BFM TV           |
| 16  | CNews            |
| 17  | CStar            |
| 18  | Gulli            |

##### R3(Compagnie du numérique hertzien)
| LCN | Nom de la chaîne |
| --- | ---------------- |
| 4   | Canal+           |
| 26  | LCI              |
| 41  | Paris Première   |
| 42  | Canal+ Sport     |
| 43  | Canal+ Cinéma(s) |
| 45  | Planète+         |

##### R4(Société opératrice du multiplex R4)
| LCN | Nom de la chaîne |
| --- | ---------------- |
| 5   | France 5         |
| 6   | M6               |
| 7   | Arte             |
| 9   | W9               |
| 22  | 6ter             |

##### R6(Société d'exploitation du multiplex R6 - SMR6)
| LCN | Nom de la chaîne |
| --- | ---------------- |
| 1   | TF1              |
| 10  | TMC              |
| 11  | TFX              |
| 12  | NRJ 12           |
| 13  | LCP              |

##### R7(Multiplex haute définition 7)
| LCN | Nom de la chaîne |
| --- | ---------------- |
| 20  | TF1 Séries Films |
| 21  | L'Équipe         |
| 23  | RMC Story        |
| 24  | RMC Découverte   |
| 25  | Chérie 25        |

## Radio FM
L'émetteur d'Agen-d'Aveyron émet une radio publique avec une puissance (RMS) de 100 W.
| Fréquence | Station      | Code RDS (PS) |
| --------- | ------------ | ------------- |
| 97.7      | France Inter | __INTER_      |

## Téléphonie mobile
| Opérateur        | 2G  | 3G  | 4G  | 5G  | FH              |
| ---------------- | --- | --- | --- | --- | --------------- |
| Bouygues Télécom | Oui | Oui | Oui | Oui | FH]ertzien\|FH] |
| Free             | Non | Oui | Oui | Oui | Oui             |
| SFR              | Oui | Oui | Oui | Oui | Oui             |
| Orange           | Oui | Oui | Oui | Non | Non             |